# Superprodukcja
Superprodukcja – polski film komediowy z 2002 roku w reżyserii Juliusza Machulskiego. Zdjęcia trwały 29 dni – od 22 kwietnia do 20 maja 2002 r.

## Fabuła
Przemądrzały krytyk filmowy Yanek Drzazga (Rafał Królikowski) pastwi się w recenzjach nad polskim kinem, przydzielając rodzimym produkcjom po jednej gwiazdce. Tymczasem życie szykuje mu niespodziankę - gangster o artystycznych ambicjach składa mu zaskakującą propozycję. Drzazga ma napisać scenariusz filmu, który uczyni z narzeczonej mafiosa gwiazdę.

## Obsada
- Rafał Królikowski – krytyk filmowy Yanek Drzazga,
- Janusz Rewiński – producent Zdzisław „Dzidek” Niedzielski,
- Anna Przybylska – Donata Fiok,
- Piotr Fronczewski – prezes Jędrzej Koniecpolski,
- Magdalena Schejbal – Marysia Melska,
- Krzysztof Globisz – reżyser Bartek Wypychowski,
- Janusz Józefowicz – Paweł Dziobak,
- Robert Jarociński – Staszek Gipson,
- Jan Machulski – aktor grający Mariana,
- Andrzej Grabowski – gangster Napoleon,
- Krzysztof Kiersznowski – porucznik Tarkowski,
- Marian Glinka – Dziąsło, członek gangu Napoleona.
- Cezary Kosiński – syn krytyka Czesława, również krytyk.
- Marek Kondrat – Folksdojcz,
- Marta Lipińska – mama Yanka,
- Robert Więckiewicz – bandzior,
- Patrycja Szczepanowska – stewardesa,
- Tomasz Sapryk – kierownik planu,
- Artur Barciś - bohater Dekalogu Kieślowskiego,
- Dariusz Juzyszyn – gangster Mariusz J. „Torpeda”,
- Babiker Artoli – Abu Zuu Babikir,
- Piotr Borowski – delegat kaukaski,
- Jacek Kadłubowski – Kujot,
- Marcin Kwaśny – Roberta - prostytutka będąca transwestytą,
- Juliusz Rodziewicz – krytyk,
- Sławomir Holland – Boguś,
- Sylwester Maciejewski – Bergman,
- Katarzyna Paskuda – modelka,
- Michał Koterski – pracownik stacji benzynowej,
- Bernard Kierat – ochroniarz (niewymieniony w czołówce),
- Jacek Kałucki – pracownik stacji benzynowej,
- Czesław Lasota – Czesław, starszy krytyk (niewymieniony w czołówce)
- Agnieszka Dulęba – pielęgniarka Koniecpolskiego,
- Piotr Cichoń – Asystent Gipsona,
- Aleksandra Koncewicz – pani Aldona, dziennikarka pisma „Hola Hola”,
- Lech Dyblik – krytyk w okularach,
- Andrzej Szopa – właściciel barobusu,
- Grzegorz Emanuel – człowiek „Napoleona”,
- Agnieszka Dulęba-Kasza – pielęgniarka,
- Maciej Pisarek – kolega Marysi,
- Aleksy Stawujak – „Wnuczek” w filmie o górniku,
- Katarzyna Tatarak – policjantka,
- Barbara Kałużna – recepcjonistka na lotnisku,
- Agnieszka Egeman – Dorotka, dziennikarka „Młodych Piersi”,
- Krystyna Rutkowska-Ulewicz – kucharka w barobusie,
- Marlena Bernaś – zapłakana kobieta w tv,
- Maciej Winkler – Asłan Ramajew,
- Wiesław Kędzierski – Lorenzo Marsala,
- Józef Jaworski – Gulio Marsala,

### Zagrali samych siebie
Ludzie polskiego filmu i sportu: Edward Kłosiński, Agnieszka Rylik, Krystyna Janda, Małgorzata Kożuchowska, Robert Gliński, Beata Ścibakówna, Jan Englert, Szymon Majewski, Jan Holoubek i Juliusz Machulski. Jarosław Sokół, scenarzysta filmu, pojawia się w dwóch krótkich rolach jako dowódca czołgu i zbieracz Pokemonów.